# اوون ویستر
اوون ویستر (انگلیسی: Owen Wister; ۱۴ ژوئیهٔ ۱۸۶۰ – ۲۱ ژوئیهٔ ۱۹۳۸) نویسنده، و رمان‌نویس اهل ایالات متحده آمریکا بود.